# 泰羅納國家自然公園

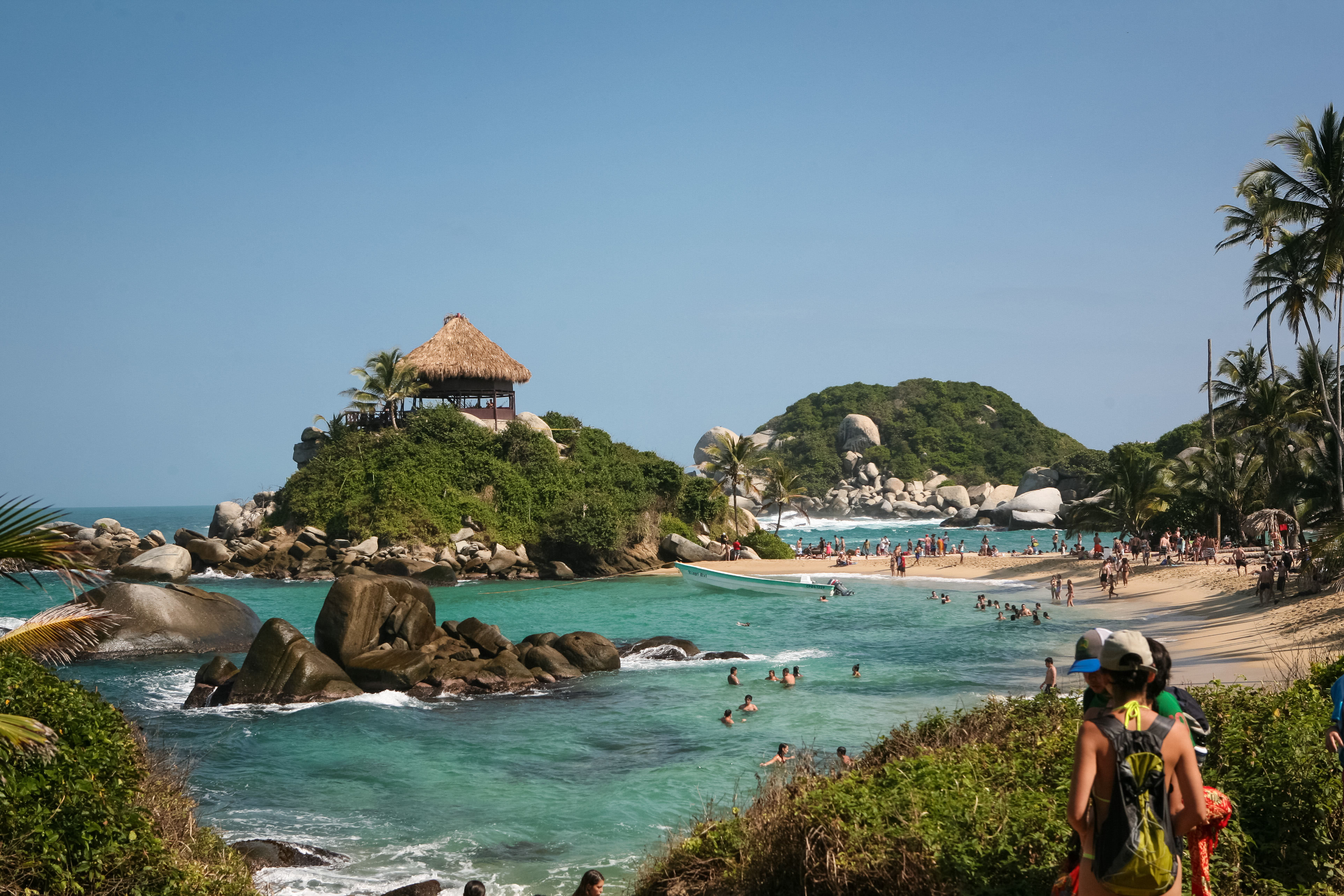

泰羅納國家自然公園（西班牙語：Parque Nacional Natural Tayrona）是哥倫比亞的國家公園，位於該國北部馬格達萊納省，成立於1969年4月24日，距離聖瑪爾塔34公里，面積225平方公里，每年平均降雨量1,248毫米。